# 恵利原早餅つき

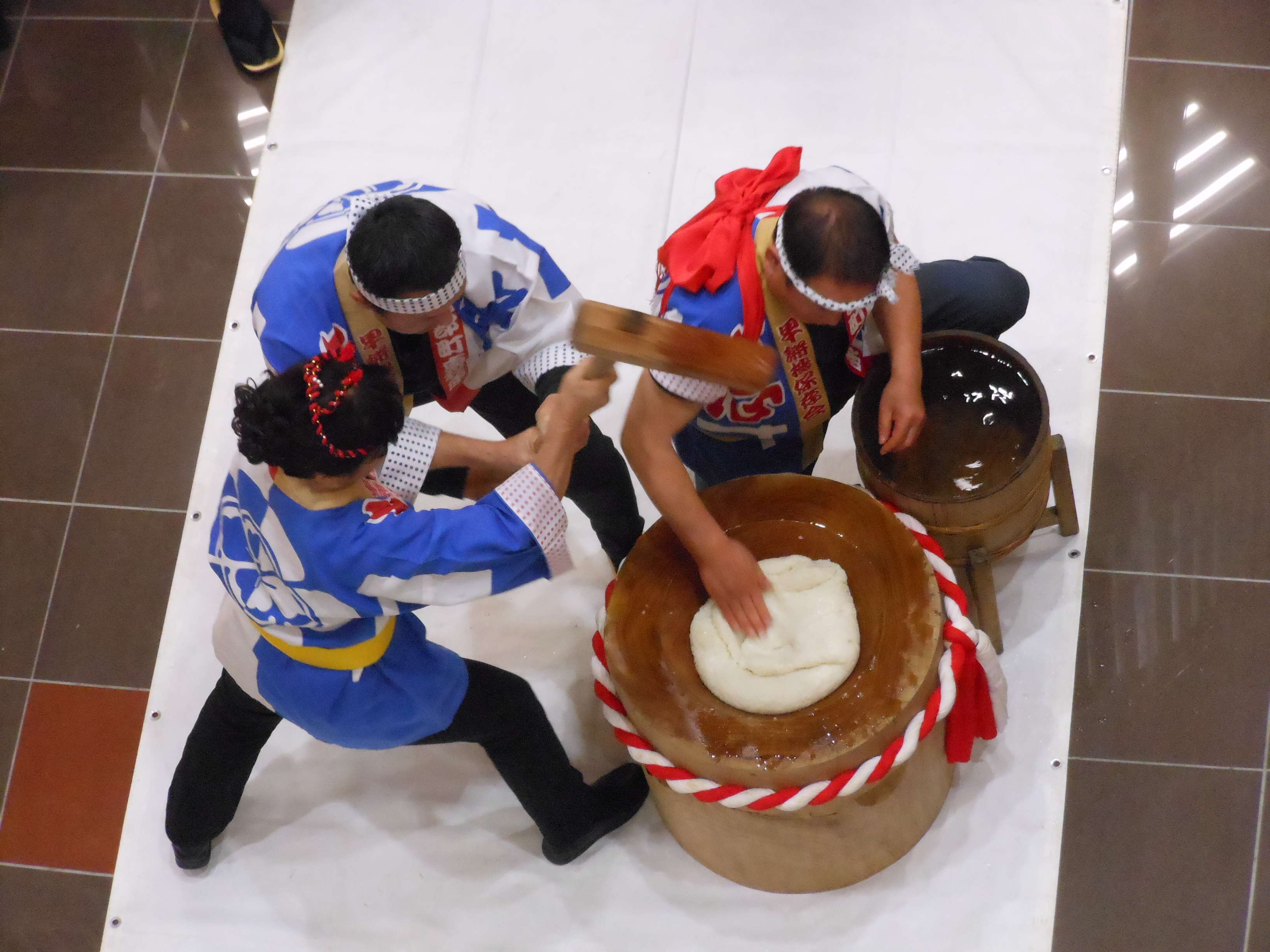
イオンタウン伊勢ララパークで披露された恵利原早餅つき（2014年1月4日）

恵利原早餅つき（えりはらはやもちつき）は、三重県志摩市磯部町恵利原に伝わる、高速で餅をつく伝統芸能。1994年（平成6年）の世界祝祭博覧会（まつり博・三重’94）を契機に結成された「恵利原早餅つき保存会」が保存・継承を行う。
1つの杵を2人で取り、囃子歌（地つき唄）に乗せて餅をつく日本全国で見ても珍しい餅つき方法である。餅つき300回分に相当するもち米約1tを2日でついたという記録を持ち、2013年（平成25年）には1秒間に2.5回つくという新記録を樹立するなど、さらなる高速化が進んでいる。

## 起源

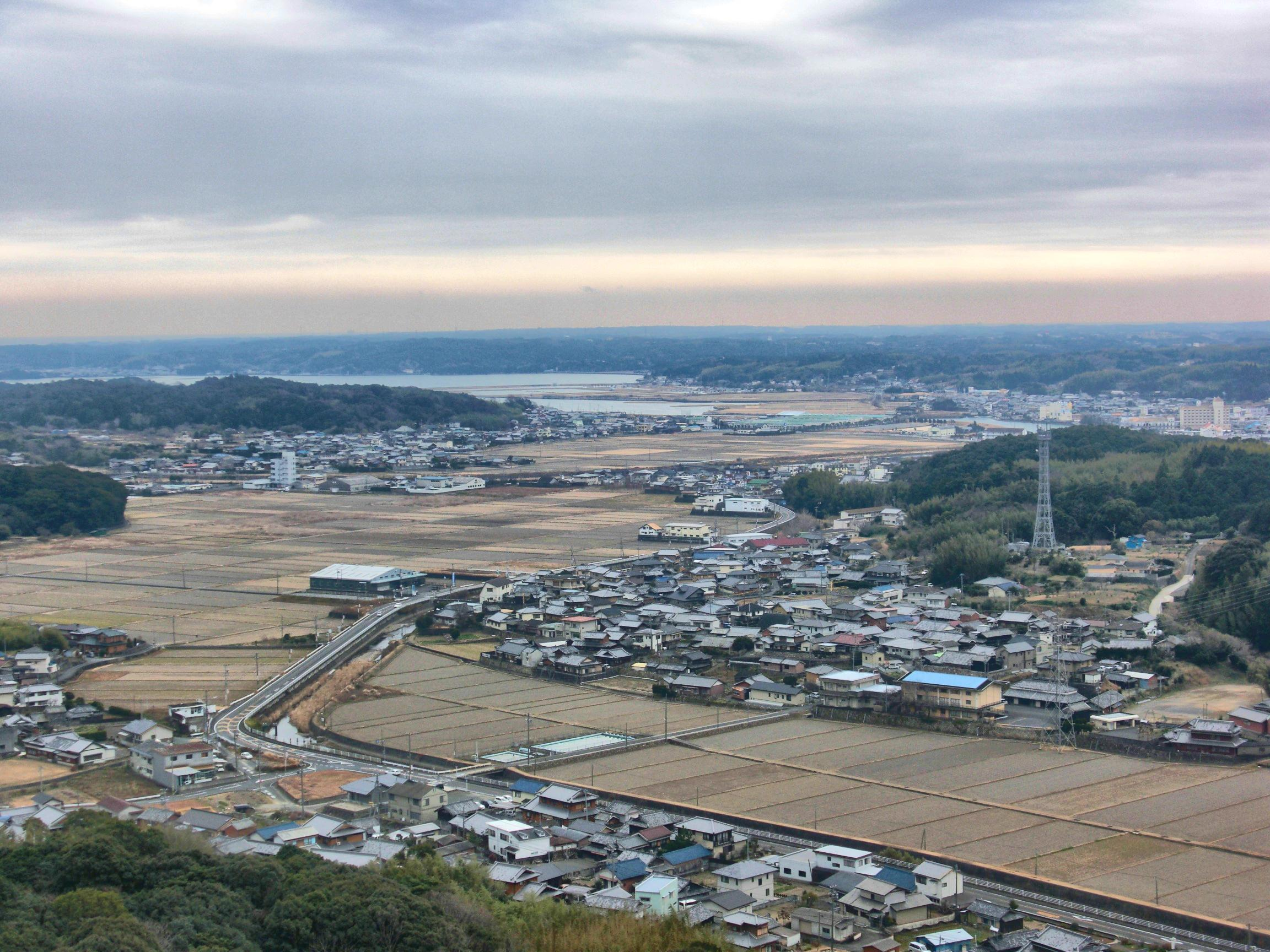
恵利原集落

磯部町恵利原は三方を山に囲まれた地形をしており、南東部の平地に集落が形成されている。江戸時代の恵利原村は、鳥羽藩磯部組の中で立神村に次いで石高の大きな村であり、伊勢神宮皇大神宮（内宮）の鎮座する伊勢国宇治へ至る磯部街道に沿って4つの茶屋が建ち並んでいた。おおむね旧志摩郡磯部村に相当する磯部九郷では最大の村であり、内宮別宮の伊雑宮で行われる伊雑宮御田植祭を4年に1度担当していた。伊雑宮御田植祭では「竹取神事」と呼ばれる、男達が田で泥だらけになりながら忌竹（いみだけ）を奪い合う神事が行われ、その竹を持ち帰り漁業繁盛の守り神とする風習がある。恵利原早餅つきは、伊雑宮御田植祭との関係で生まれたとされている。
天保年間（1830年 - 1844年）に生まれたとされる恵利原早餅つきの起源は諸説ある。
1. 伊雑宮御田植祭の際に縁起の良い笹で餅をくるんで提供したところ、好評だったため、数をこなすために高速で餅をつき始めた[1]。
2. 伊雑宮御田植祭の際に竹の形をした餅を提供したところ、好評だったため、数をこなすために高速で餅をつき始めた[11]。
3. 農漁業の繁忙期に、短時間で多くの餅をつく方法として考案された[12]。

## 方法
1本の杵を右利きと左利きのつき手が交互に取りながら、餅をつく。つき始めはゆっくりとした速度でつき、次第に速度を上げていく。餅つきの速度を維持するため、頻繁につき手を交代し、交代する人はついている人の足を蹴って交代の合図を送る。餅を返す人は、餅をつく音で返すタイミングを計っており、目隠しをしても餅を返すことができる。餅をついている間、保存会の女性会員は囃子歌を歌う。
つき上がった餅は丸められ、女性会員がきな粉や志摩市の特産品であるあおさのりなどをまぶし、提供される。

## 餅つきの披露

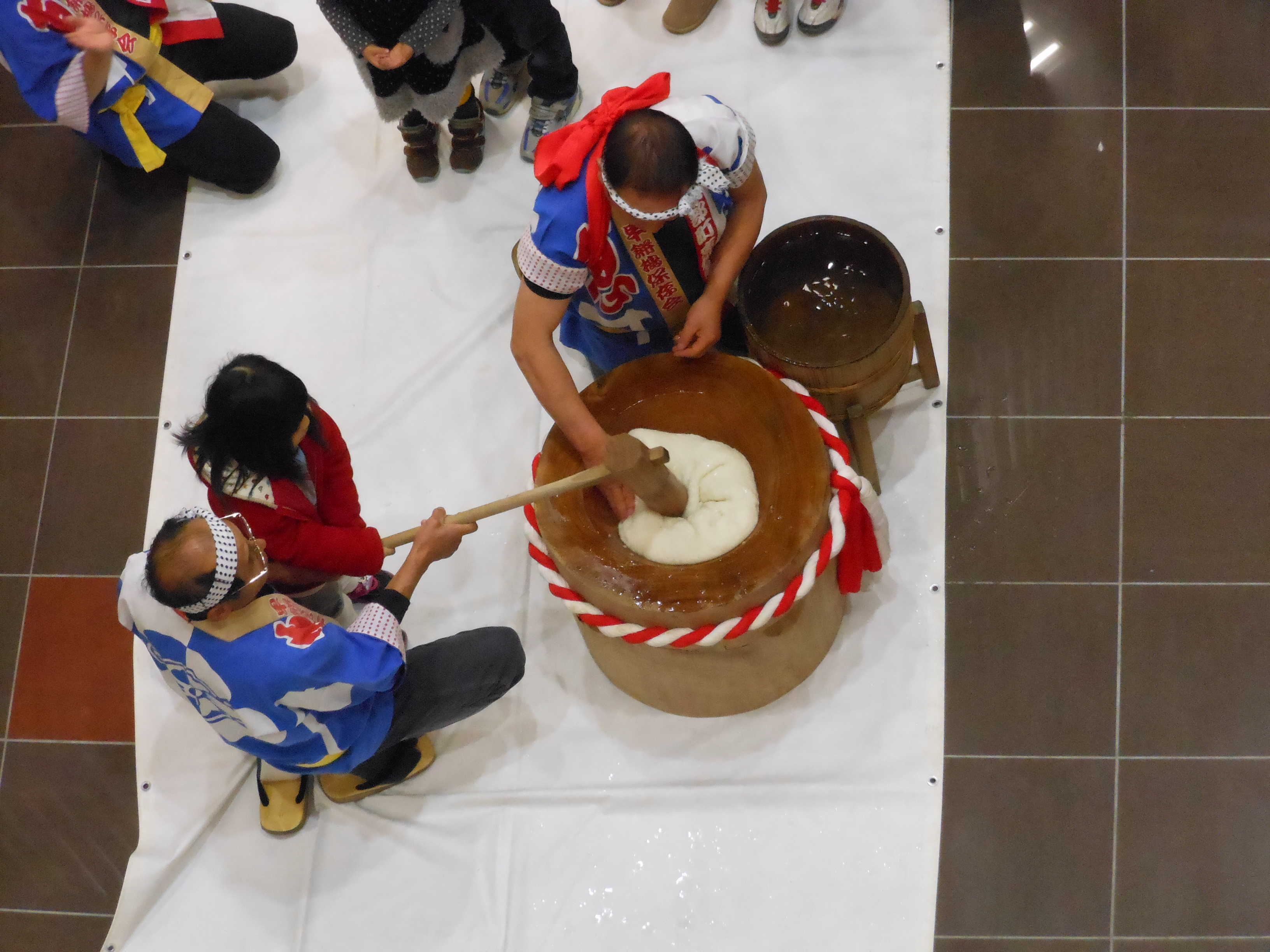
子供の餅つきへの参加

地域では、正月や結婚式で披露される。保存会では、出張依頼を受けて1年間に30か所70回餅つきを披露している。21世紀に入ってからはテレビで紹介される機会が増え、志摩市周辺だけではなく、日本国外で餅つきを披露した経験もある。イベント等で披露される際は、子供らなど見物客の餅つきへの飛び入り参加を取り入れ、つきあがった餅はその場で見物客へ振る舞われる。1997年（平成9年）10月11日に行われた伊勢おおまつりでは、恵利原早餅つき保存会が特別参加し、当時の磯部町長や伊勢市長も飛び入りで餅をついた。
2012年（平成24年）1月には鸚鵡岩、志摩観光ホテル、おかげ横丁で披露され、近畿日本鉄道と志摩市の共催によるイベント「志摩ってこーね列車 新春『開運』三重の酒 利き酒列車」でも披露された。